# Anthony Mascarenhas
Anthony Mascarenhas (né le 10 juillet 1928 à Belgaum, près de Goa, en Inde britannique, et mort le 3 décembre 1986 au Royaume-Uni) est un journaliste pakistanais. Il est surtout connu pour avoir attiré l'attention du monde sur les atrocités commises par les Forces armées pakistanaises lors de la Guerre de libération du Bangladesh, en 1971.
Après une éducation au St Patrick's College (catholique) à Karachi, il travailla brièvement pour Reuters à Bombay en 1948, puis rejoignit le tout nouvel État du Pakistan, où il participa à la fondation de l'agence de presse Associated Press of Pakistan. Il travailla pour le Times of Karachi de 1958 à 1961, puis pour Morning News jusqu'en 1971. Correspondant de Morning News en Inde de 1963 à 1965, il y fut brièvement interné lors de la Guerre indo-pakistanaise de 1965.
En 1971, après une longue période de  revendication indépendantiste rejetée par le pouvoir, et à la suite d'une campagne de désobéissance civile initiée par la Ligue Awami au Pakistan oriental, et d'actes de violence commis par des séparatistes dans cette province, les autorités pakistanaises y envoyèrent l'armée, qui se livra à une répression sanglante. Le gouvernement militaire pakistanais envoya également au Pakistan oriental huit journalistes, afin qu'ils témoignent en termes élogieux des actions de l'armée contre les séparatistes, et à charge contre ces derniers. Sept des journalistes obéirent, mais Mascarenhas, choqué par les exactions commises par l'armée, décida de fuir le pays afin de raconter ce qu'il avait vu. Il traversa clandestinement la frontière avec l'Afghanistan, avec son épouse et leurs enfants, et rejoignit le Royaume-Uni. Le 13 juin, le Sunday Times, journal pour lequel il travaillait en tant que correspondant pakistanais depuis 1970, publia - sous le titre de « Génocide » - un article de trois pages dans lequel il relatait les atrocités dont il avait été témoin. Il y décrivit des tueries systématiques orchestrées par des officiers qui, parlant de « solution finale », estimaient que seul un massacre à grande échelle pourrait écraser le mouvement indépendantiste bangladais,.
L'article fit le tour du monde. Mascarenhas était le premier à dévoiler au monde ce qui se passait réellement Pakistan oriental. La Première ministre indienne Indira Gandhi dira par la suite que l'article l'avait si profondément choquée qu'il avait motivé sa décision en faveur de l'intervention militaire indienne. La BBC estime que l'article de Mascarenhas « contribua à mettre fin à la guerre. Il suscita l'hostilité de l'opinion internationale à l'égard du Pakistan, et encouragea l'Inde à jouer un rôle décisif ».
Contraint à l'exil, Mascarenhas continua à travailler au Sunday Times, et conserva des contacts au Pakistan. C'est ainsi qu'en 1979 il fut « le premier journaliste à révéler que le Pakistan avait développé l'arme nucléaire ».
En 1972, il publia un livre témoignage, Le Viol du Bangladesh (The Rape of Bangladesh). En 1986 fut publié son second livre, Bangladesh : un héritage de sang (Bangladesh: A Legacy of Blood).
En 1976, il devint citoyen indien. Selon le Times,  peu avant sa mort en 1986, il comptait demander la citoyenneté britannique.